# フランシス水車

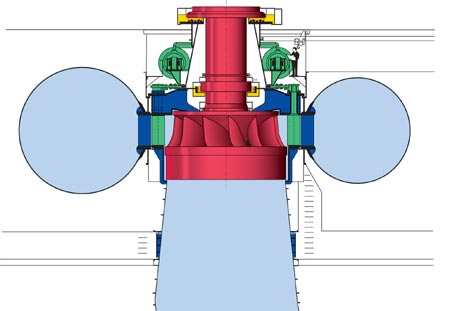
フランシス水車（フォイト・シーメンス社）

フランシス水車（フランシスすいしゃ、英語: Francis turbine）は、イギリス生まれのアメリカ人技術者、ジェームズ・B・フランシスによって開発された水車の一種である。
内側に向かって流れる水を作用させる反動水車で、放射状・軸状それぞれの特徴を兼ね備えている。フランシス水車は、今日では最も広く用いられている水車である。有効落差にして数十メートルから数百メートルの範囲で適用され、主として水力発電所において電力の発生（発電）に利用される。

## 歴史

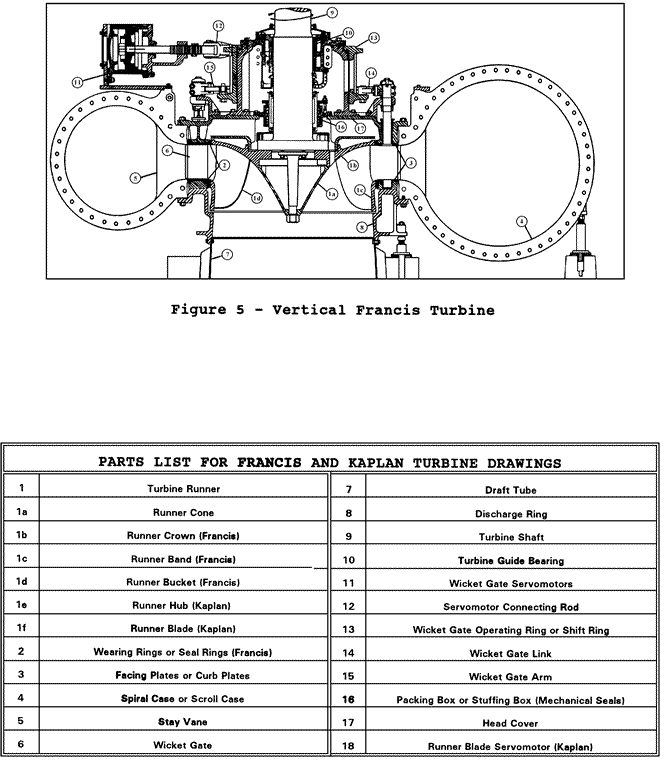
フランシス水車の構造

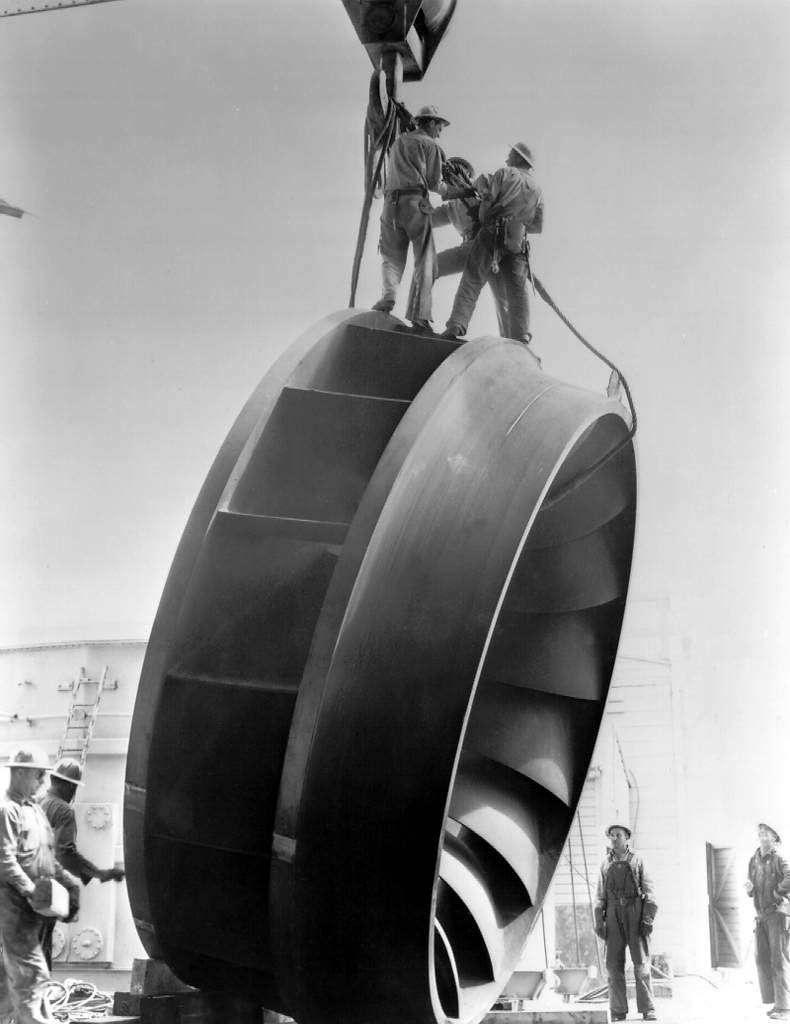
グランドクーリーダムに設置されたフランシス水車

歴史上、多くの種類の水車が製粉所や工場などで用いられてきたが、そのほとんどは効率面で問題を抱えていた。19世紀には水車の改良が進み、やがて原動機として蒸気機関と肩を並べるまでになった。
1826年、フランスの技術者ブノワ・フルネーロン (Benoît Fourneyron) は水車の内側から外側に向かって水を流す水車（いわゆるフルネーロン水車）を開発し、80 パーセントという高い効率を達成。ランナの接線方向より流入した水が、ランナを回転させる要因となる。同じく1820年代にフランスの技術者ジャン＝ヴィクトル・ポンスレ (Jean-Victor Poncelet) がフルネーロンの水車と同様の概念で水車の外側から内側に向かって水を流す水車を設計。アメリカ合衆国ではサミュエル・ハウド (Samuel B. Howd) がこれに似た水車で1838年に特許を取得した。
1848年、フランシスはこれらの水車を改良し、効率 90 パーセントを実現した。彼が適用した科学的な理論や検証試験の方法は、史上最も効率の高い水車の設計開発に結びついた。さらに注目すべきことは、彼の数学理論と視覚化された計算手法は、当時最先端の水車設計工学をさらに進化させるものとなったことである。彼の分析的な研究手法は、水車を設置する箇所ごとに流況を正確に把握し、最適な水車設計を行うことを可能にした。

## 理論
反動水車の一種であるフランシス水車は、流水の圧力エネルギーを、水車を回転させる運動エネルギーとするものである。
水車は、高い圧力が加わっている取水口部分と圧力の低い放水口部分との間に位置し、通常はダムの基部に設置されている。
水車の入口部分は、螺旋状に形成されているケーシング（渦形室）となっており、何枚ものガイドベーン（案内羽根）はランナに対し接線方向に水を流入させる。流水はランナの羽根（ランナベーン、水車羽根）に作用し、ランナを回転させる。ガイドベーンは、使用水量に応じて効率的な運転を行うよう、開度を調整することができる。
ランナを通過している水は軸中心部に向かうにつれ、さらにランナに作用するようになる。これは、ボールにひもを付けて振り回したとき、ひもが短ければボールがより速く回転するということを想像すると理解しやすい。この特性は、水の圧力（水圧）に加え、水車が内側に向かって流れる流水のエネルギーを利用するのを支援している。

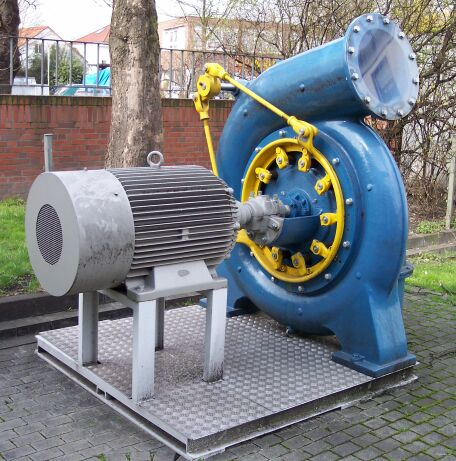
フランシス水車発電機の模型赤い部分が回転する水車ランナで、黄色い部分がガイドベーンである。
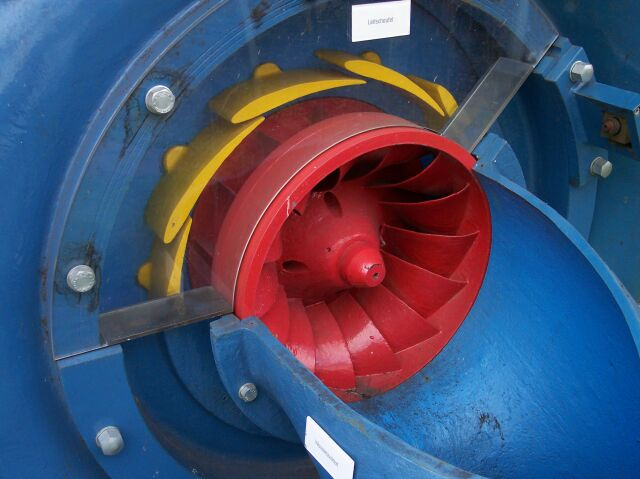
ガイドベーン全閉
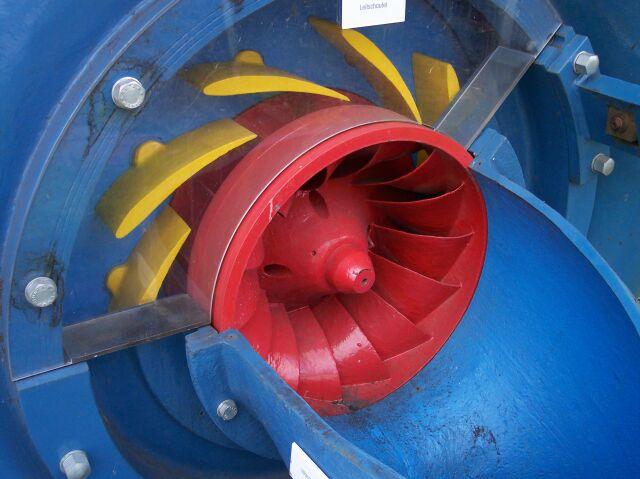
ガイドベーン全開

水はコーヒーカップ状のランナに作用したのち、運動エネルギーならびに位置エネルギーが極小となり渦もなくなった状態で排出される。水車出口には、水を減速させ運動エネルギーを回復させることを特に考慮して形成された吸出管（すいだしかん、ドラフト）が接続されている。

## 適用

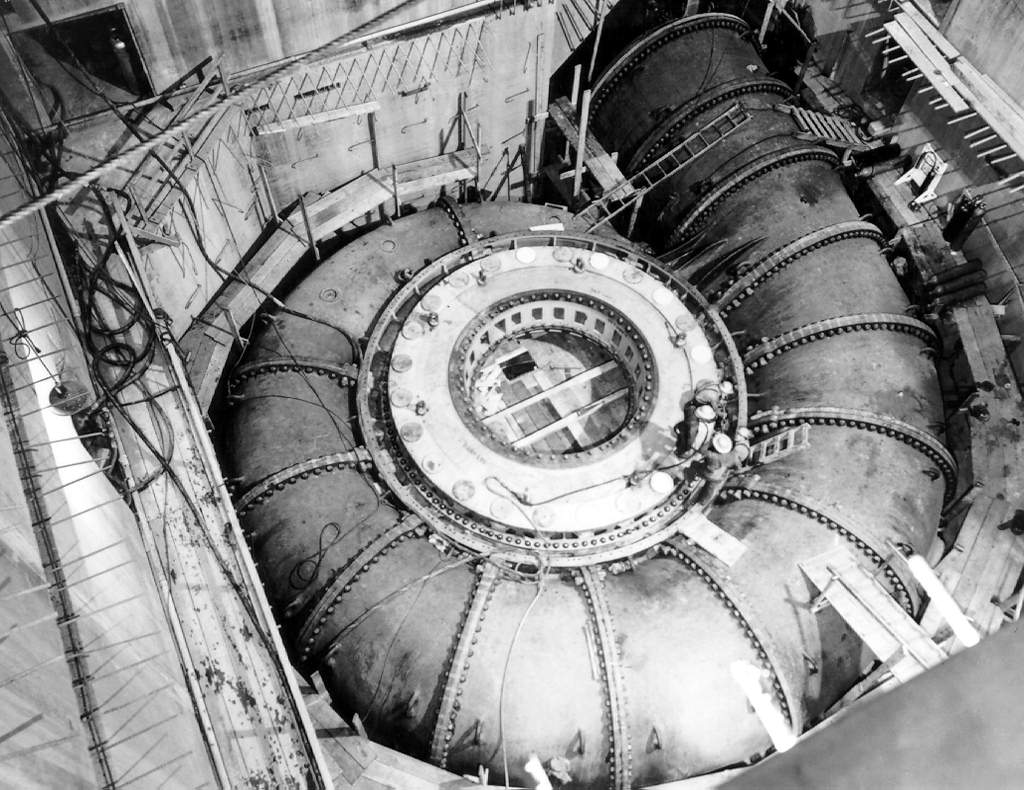
ケーシング（グランドクーリーダム）

大型のフランシス水車は可能な限り高い効率点（おおむね 90 パーセント以上）で運用するため、おのおのの設置箇所ごとに設計される。こうしたフランシス水車は使用水量が大きい、低落差から中落差での使用に適している。
設計・製造・導入のための初期費用は高いが長期間の運転が実証されており、三居沢発電所に1910年に導入されたフォイト社製のフランシス水車は、2019年現在も稼働している。
発電用水車としての利用に加えて、揚水発電所ではポンプとしても利用される。深夜など電力需給に余裕がある時間帯に水車をポンプとして運転し貯水池に水を貯えておき、昼間、電力需要がピークを迎える時間帯にその水を利用して電力を発生させるというものである。
このように、効率の高さと有効落差や使用水量に対し柔軟に対応できるため、大型の発電所向けからマイクロ水力発電向けの小型化な製品まで、幅広い種類が製造されている。